# Raymond – sju resor värre
Raymond – sju resor värre är en svensk film från 1999 med regi och manus av Björn Runge. I rollerna ses bland andra Viktor Friberg, Lena Nordberg och Sten Ljunggren.

## Om filmen
Inspelningen ägde rum under åtta dagar i januari 1998 i Göteborg och Trollhättan. Producent var Clas Gunnarsson och fotograf Ulf Brantås. Filmen premiärvisades 9 april 1999 på biograferna Svea i Göteborg, Spegeln i Malmö och Fågel Blå i Stockholm.
Filmen fick ett blandat mottagande hos kritikerna.

## Handling
Raymond Olsson är en fyrtioårig före detta kock som numera är arbetslös och bor hos sin mamma.

## Rollista
- Viktor Friberg – Raymond Olsson
- Lena Nordberg – Elsa, Raymonds mamma
- Sten Ljunggren – Olof, Raymonds pappa
- Weiron Holmberg – Allan Karlsson, Raymonds morbror
- Göran Forsmark – Klas, tomte
- Anders Lönnbro – Senap, fordringsägare
- Chris Björk – bartendern
- Ulf Larsson – porrbutiksföreståndare
- Josefin Lundh	– damen med hunden
- Ingvar Örner – polis
- Anders Lönnbro – polis
- Elaina Atkins	– polis
- Jesper Toss – polis
- Anna Rådvik – Lisa, Olofs flickvän
- Roy Neleborn – man i klädaffär
- Tony Lundin – man i serietidningsaffär
- Anna Rådvik – dansare på porrklubb
- Anna Olomina – dansare på porrklubb
- Rita Svensson	– dansare på porrklubb
- Malin Johansson – dansare på porrklubb
- Claes Scuborg	– ligist på stan
- Jesper Toss – ligist på stan
- Martin Jonsson – ligist på stan
- Mats Einar Jakobsson – brottande bargäst
- Donats Erts – brottande bargäst